# ナデジダ・クルプスカヤ

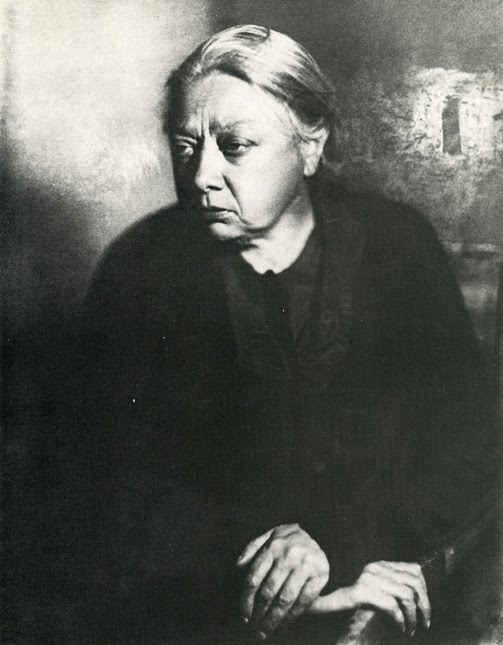
ナデジダ・クルプスカヤ

ナデジダ・コンスタンチノヴナ・クルプスカヤ（ナジェージダ、ナジェージュダなどとも；ロシア語:Надежда Константиновна Крупскаяナヂェージュダ・カンスタンチーナヴナ・クループスカヤ；ラテン文字転写の例:Nadezhda Konstantinovna Krupskaya、1869年2月26日（ユリウス暦2月14日） - 1939年2月27日）は、ソビエト連邦の政治家、革命家、教育家。ウラジーミル・レーニンの妻。レーニンとの間に子供は生まれなかった。故にレーニンとクルプスカヤの子孫は存在しない。

## 概要

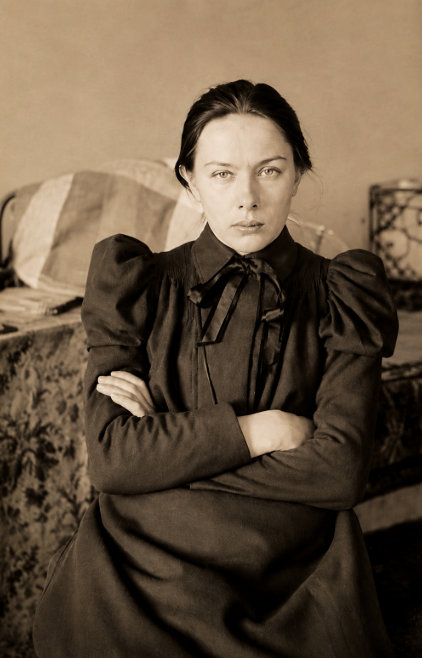
夜間学校の教員時代（1890年）

1869年、サンクトペテルブルクにロシア帝国領ポーランドのグロエツ郡長官の家に生まれる。夜間学校で教鞭をとりながら参加していたマルクス主義思想の研究サークルで、1894年にレーニンと知り合う。1896年に煽動罪に問われ逮捕。流刑先のウファでレーニンと再会し、1898年7月に結婚。
1900年、夫とともにヨーロッパへ亡命。パリ、ロンドン、ジュネーヴ、フィンランドを回る。2人はドイツで雑誌『イスクラ』（火花）を発刊。夫とともに共産党の創立に尽力した。

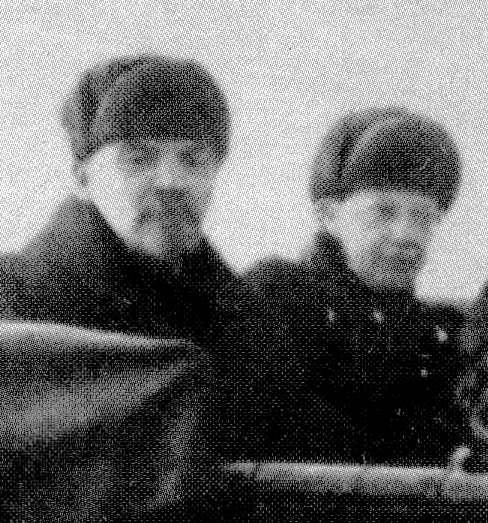
レーニンと（1919年）

1917年の二月革命によりロシア皇帝ニコライ2世が退位した後、夫とともにペテルブルクに帰還。十月革命の後、クルプスカヤは夫レーニンより教育人民委員会の委員に任命される。ピオネール運動を組織するなど、教育家として大きな成果を挙げた。検閲と反宗教宣伝にも熱心に携わった。特に古儀式派に対しては厳しい態度をとっており、「富農階級との闘争とはすなわち古儀式派との闘争である（борьба с кулачеством есть одновременно борьба со старообрядчеством）」というテーゼを打ち出した。
1922年に夫レーニンが病気で静養に入った後も、彼の要求により絶えず政治局との仲介役となった。しかし、グルジア問題で対立関係に陥り、内心既にレーニンを見限っていたスターリン（レーニンの治療の管理を担当していた）は彼女を嫌い、同年12月にレーニンに政治活動をさせないよう彼女を電話で叱責した。このことを知ったレーニンは、翌1923年3月5日にスターリンに対して「発言を取り消すなり謝罪する用意があるか、それとも我々の関係を断ち切るかよく考えよ」と詰問する手紙を送った。その直後、夫レーニンが発作により意思疎通能力を完全に失った後も、彼が亡くなるまで献身的な介護を続けた（この際に『ウラジーミル・イリイッチの生涯の最後の6ヶ月』という手記を執筆したが、これが公表されたのは彼女の死から半世紀が経過した1989年のことであった）。

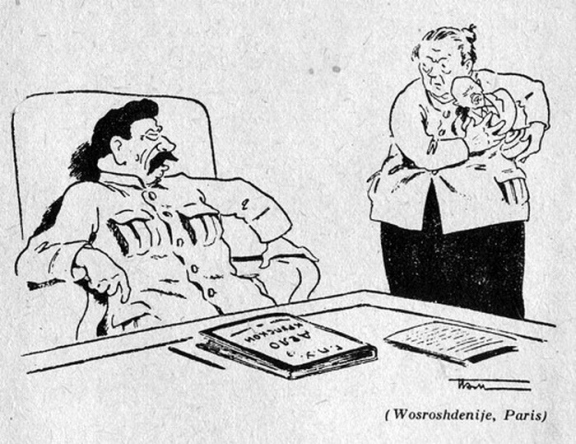
スターリンからレーニンの遺産を守ろうとするクルプスカヤを描いた風刺画

クルプスカヤは党内で尊敬を得ていたが、1924年の夫レーニンの死後、スターリンの台頭を防ぐことはできなかった。彼女はジノヴィエフやカーメネフに同情的だったが、彼らの失脚後、政治的に孤立した。1926年、『レーニンの思い出』を発表。
1936年、ソ連政府によってこの年に可決された妊娠中絶の再違法化について、これは中絶をする理由をなくすべく1920年以来一貫して追求されてきた政策の一部であると主張し擁護した。
1939年に死去。70歳没。夫レーニンの死から15年後のことだった。公式な死因は食中毒で、70歳の誕生日会に送られたケーキを食べた後に気分が悪くなり、病院に運ばれたが、そこで意識を取り戻さないまま死亡したという。ケーキは誕生会に参加した全員が食べ、彼女以外に「食中毒」になった人はいなかったことからスターリンの関与を疑う説も根強い。遺体は赤の広場のレーニン廟の近くに葬られている。

## 著書邦訳
- 人間レニン スターリン共著 瓜生信夫訳. 希望閣, 1928.
- レーニンの思ひ出 1-3 岡林辰雄訳 叢文閣, 1930-32.
- レーニン 大竹博吉訳 世界人伝記叢書 第3 春陽堂, 1931
- 在りし日のレーニン クルプスカヤの「想ひ出」 岡林辰雄編. ナウカ社, 1950.
- 国民教育と民主主義 勝田昌二訳 1954. 岩波文庫
- レーニンの思い出 内海周平訳 1954 青木文庫
- 国民教育論 勝田昌二訳 明治図書出版, 1960. 世界教育学選集
- レーニンについて 日本共産党中央委員会宣伝教育部訳. 日本共産党中央委員会機関紙経営局, 1961.
- 愛と革命の画像 レーニンの思い出 加藤久一郎訳 青木書店, 1964.　のち文庫
- 家庭教育論 榊利夫,榊公子編訳 1964. 青木文庫
- クルプスカヤ選集 第1 生徒の自治と集団主義 矢川徳光訳 明治図書出版 1969.
- クルプスカヤ選集 第2 校外活動と集団主義 笹島勇治郎,村山士郎訳  1969.
- クルプスカヤ選集 第3 幼児教育と集団主義 五十嵐顕,直井久子,小川富士枝訳 1969.
- クルプスカヤ選集 第4 教師集団と集団主義 竹田正直,石井郁子,長江好道訳　1969
- クルプスカヤ選集 5 社会主義と教育学 矢川徳光訳 1972.
- クルプスカヤ選集 6 国民教育と住民の参加 村山士郎訳 1974.
- クルプスカヤ選集 7 国民教育と民主主義 五十嵐顕,海老原遥,飯野節夫訳 1976.
- クルプスカヤ選集 8 婦人の解放と教育 石井郁子,関啓子訳 1976.
- クルプスカヤ選集 9 教育内容と教科書 笹島勇治郎,村山士郎訳 1978.3.
- クルプスカヤ選集 10 ポリテフニズムと教育 市来努ほか訳　1978
- 幼児教育について 園部四郎訳 新読書社, 1969.
- レーニンについて 高橋勝之訳 新日本出版社, 1970.
- レーニンの思い出 松本滋,藤川覚訳 大月書店, 1970.
- 児童教育論 榊利夫編訳 1978.6. 青木文庫
- ロシア革命の教育思想 共著 海老原遥訳著. 明治図書出版, 1984.5. 世界新教育運動選書
- 青少年の教育 伊集院俊隆ほか訳. 新読書社, 1991.6.